# インディアンスパゲッティ

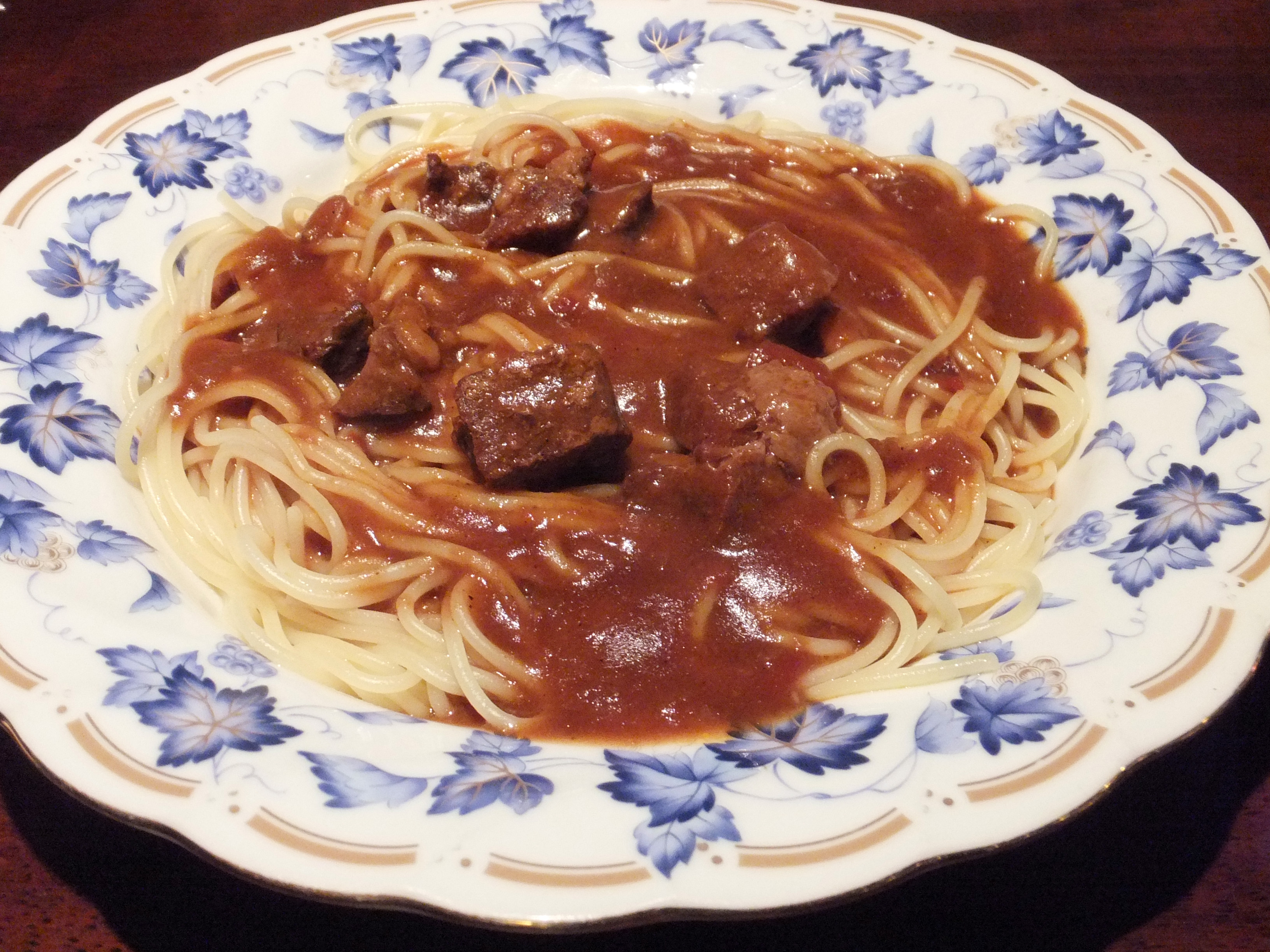
インディアンスパゲッティ。名古屋市熱田区にて

インディアンスパゲッティ、あるいはインディアンスパゲティとは、名古屋めしの1種。スパゲッティに日本のカレーをかけた料理。同様の料理をカレースパゲッティ、カレーパスタと呼ぶ地域もある。

## 概略
名古屋めしの中でも喫茶店メニューとしてモーニング、小倉トースト、鉄板スパゲッティが知られている。鉄板スパゲッティはトマトケチャップで味付けする鉄板イタリアンが日本全国に知られているが、名古屋地区の老舗喫茶店では鉄板スパゲッティとして「イタリアン」、「ミートソース」、「インディアン」の3種類を提供しているところも多い。
カレーをスパゲッティ全体にからめた料理をカレースパゲッティとして提供する地域は多いが、名古屋地区ではスパゲッティにカレーをかけるのが特徴である。
野瀬泰申は自身の体験と『食べ物 新日本紀行』に寄せられた意見から、「インディアンスパゲッティの名称は名古屋ではよく知られているが、他の地域では（名古屋以外で用いられていないわけではないが）あまり用いられていない名称ではないか」と推測している。

## 名称
インディアンとは、アメリカ先住民（アメリカンインディアン）ではなく、「インドの」「インド風」という形容の意味で用いられている。

## 歴史、背景
愛知県下にはカレーのオリエンタル本社や、カレー専門店チェーンCoCo壱番屋本社、カレーうどんの若鯱家本社・本部があり、カレー味の食品に対し需要の高い背景がある。

## 製品化
- 2018年 エースコックから「美味しさ発掘! ジモト麺 名古屋発 インディアンスパゲッティ風まぜそば」が発売された[2]。
- 2021年 コメダ珈琲店では新宿中村屋監修のカレーソースを使用した「旨辛カリー インディアンスパゲッティ」を販売した[5]。

## 別のインディアンスパゲッティ
上述のようにカレーソースをかけるのではなく、食材とカレー粉、スパゲティとを炒めた料理をインディアンスパゲッティとして学校給食で提供する例もある。